# バードサンクチュアリの一覧
野鳥保護区のバードサンクチュアリの一覧。

## 日本
- ウトナイ湖サンクチュアリ - ウトナイ湖[1]
- 鶴居・伊藤タンチョウサンクチュアリ - 鶴居村[1]
- 春国岱原生野鳥公園 -根室市[1]
- 福島市小鳥の森 - 福島市[1]
- 東京港野鳥公園 - 東京都[1]
- 舎人公園 - 東京都[2]
- 東村山中央公園 - 東京都
- 三宅島自然ふれあいセンターアカコッコ館 -三宅島[1]
- 横浜自然観察の森 - 横浜市[1]
- 加賀市鴨池観察館 - 加賀市[1]
- 豊田市自然観察の森 - 豊田市[1]
- 姫路市自然観察の森 - 姫路市[1]